# Diksnaveltodie
De diksnaveltodie (Todus subulatus) is een vogel uit de familie todies (Todidae).

## Verspreiding en leefgebied
Deze soort is endemisch op Hispaniola.

## Status
De grootte van de populatie is niet gekwantificeerd maar de soort wordt omschreven als algemeen. Op de Rode lijst van de IUCN heeft deze soort de status niet bedreigd.